# مسجد الحزيمي
مسجد الحزيمي هو مسجد تاريخي في حي المبرز شمال شرق مدينة ليلى في محافظة الأفلاج في منطقة الرياض بالسعودية. المسجد مبني بالطين ولا يزال طينياً حتى اليوم، وتُقام فيه الصلوات، وتحت أرض المسجد خَلْوة يُصلى فيها في الشتاء. ذكرَ الصحفي مسلم الهوامله في صحيفة سبق في شهر مارس سنة 2017 أن مسجد الحزيمي تأسس قبل 150 سنة، وفي 21 يوليو سنة 2022، اعتمدَ المسجد ضمن مشروع الأمير محمد بن سلمان لتطوير المساجد التاريخية المرحلة الثانية.

## الهوامش
1. ↑  ذُكر في مصادر حي المبرز وفي مصادر أخرى حي الحزيمي.[1]